# شپراکنزهل
شپراکنزهل (به آلمانی: Sprakensehl) یک شهر در آلمان است که در گیفهورن واقع شده‌است. شپراکنزهل ۱٬۳۱۰ نفر جمعیت دارد.